# Saturn Award voor beste sciencefictionfilm
Dit is een lijst met Saturn Award-winnaars voor beste sciencefictionfilm.
| Jaar      | Film                                          |
| --------- | --------------------------------------------- |
| 1972      | Slaughterhouse-Five                           |
| 1973      | Soylent Green                                 |
| 1974/1975 | Rollerball                                    |
| 1976      | Logan's Run                                   |
| 1977      | Star Wars: Episode IV: A New Hope             |
| 1978      | Superman: The Movie                           |
| 1979      | Alien                                         |
| 1980      | Star Wars: Episode V: The Empire Strikes Back |
| 1981      | Superman 2                                    |
| 1982      | E.T. the Extra-Terrestrial                    |
| 1983      | Star Wars: Episode VI: Return of the Jedi     |
| 1984      | The Terminator                                |
| 1985      | Back to the Future                            |
| 1986      | Aliens                                        |
| 1987      | RoboCop                                       |
| 1988      | Alien Nation                                  |
| 1989/1990 | Total Recall                                  |
| 1991      | Terminator 2: Judgment Day                    |
| 1992      | Star Trek VI: The Undiscovered Country        |
| 1993      | Jurassic Park                                 |
| 1994      | Stargate                                      |
| 1995      | 12 Monkeys                                    |
| 1996      | Independence Day                              |
| 1997      | Men in Black                                  |
| 1998      | Armageddon, Dark City (ex aequo)              |
| 1999      | The Matrix                                    |
| 2000      | X-Men                                         |
| 2001      | A.I.                                          |
| 2002      | Minority Report                               |
| 2003      | X-Men 2: X2                                   |
| 2004      | Eternal Sunshine of the Spotless Mind         |
| 2005      | Star Wars: Episode III: Revenge of the Sith   |
| 2006      | Children of Men                               |
| 2007      | Cloverfield                                   |
| 2008      | Iron Man                                      |
| 2009      | Avatar                                        |
| 2010      | Inception                                     |
| 2011      | Rise of the Planet of the Apes                |
| 2012      | The Avengers                                  |
| 2013      | Gravity                                       |
| 2014      | Interstellar                                  |
| 2015      | Star Wars: The Force Awakens                  |
| 2016      | Rogue One: A Star Wars Story                  |
| 2017      | Blade Runner 2049                             |